# Kristianstadsbladets kultur- och nöjespris
Kristianstadsbladets kultur- och nöjespris är ett svenskt kulturpris, instiftat 2006.
Priset instiftades på dagstidningen Kristianstadsbladets 150-årsdag 2006 och utdelas av tidningen varje höst, från år 2015 vid en särskild prisgala i Kulturkvarteret i Kristianstad. Ur en grupp av nominerade utdelas priset till en kulturpersonlighet, kulturverksamhet eller produktion med anknytning till tidningens spridningsområde i och omkring Kristianstad i nordöstra Skåne. Priset innefattar 25 000 kronor. 

## Pristagare
- 2006 – Gellert Tamas, journalist och författare
- 2007 – Andreas Brantelid, cellist
- 2008 – Johan T. ”Familjen” Karlsson, musikartist
- 2009 – Gertrud Larsson, dramatiker
- 2010 – Siesta, musikfestival
- 2011 – Axel Danielson, filmare
- 2012 – Anders Roslund, författare
- 2013 – Christianstads motettkör med dirigenten Lena Ekman Frisk
- 2014 – Sanna Nielsen, sångerska, artist
- 2015 – Wanås konst, konst i slottsmiljö
- 2016 – Thom Lundberg, författare
- 2017 – Lasse Stefanz, dansband
- 2018 – Eva Ström, författare
- 2019 – Henok Achido, musiker
- 2020 – Petrina Solange, komiker
- 2021 – Elaf Ali, journalist och författare
- 2022 – Mikael Nydahl,  översättare och förläggare
- 2023 – Andreas Nilsson, filmklippare[2]
- 2024 – Kristina Ohlsson, författare[3]